# جک بتس
جک بتس (انگلیسی: Jack Betts؛ زادهٔ ۱۱ آوریل ۱۹۲۹) بازیگر اهل ایالات متحده آمریکا است.
از فیلم‌ها یا برنامه‌های تلویزیونی که وی در آن نقش داشته است می‌توان به برای تابوتی پر از دلار، سرتو بدزد… مرد، مرغ مقلد آواز نخوان و آ.آ.آ. ماساژدهنده حرفه‌ای، زیبا، آماده ارائه خدمات… اشاره کرد.